# Бекес, Роберт
Роберт Стефен Пауль Бе́кес (нидерл. Robert Stephen Paul Beekes) (2 сентября 1937, Харлем — 21 сентября 2017, Угстгест) — нидерландский лингвист. Профессор в отставке по специальности «сравнительная индоевропейская лингвистика» в Лейденском университете. Автор многочисленных книг по реконструкции праиндоевропейского языка, в том числе учебника «Сравнительная индоевропейская лингвистика: введение» (Comparative Indo-European Linguistics: An Introduction). Сторонник курганной гипотезы, в своих работах постоянно критиковал анатолийскую гипотезу.
Также занимался проблемой доиндоевропейских языков Европы.
Являлся ведущим авторитетом в изучении этрусского языка; в соавторстве с Л. Бауке ван дер Меером развивал гипотезу о малоазийском происхождении этрусков.
До конца жизни занимался исследованием догреческого субстрата, продолжая исследования, которые начал Ф. Кёйпер.

## Избранный список публикаций
- The Development of the Proto-Indo-European Laryngeals in Greek (Mouton, 1969)
- The Origins of the Indo-European Nominal Inflection (IBS, 1985)
- A Grammar of Gatha-Avestan (Brill, 1988)
- Comparative Indo-European Linguistics: An Introduction (Benjamins, 1995)
- Etymological Dictionary of Greek (Brill, 2009)
- Beekes R., L. B. Van der Meer. De Etrusken Spreken Muiderberg: Coutinho, 1991.